# Siraques
Les Siraques, ou Sirakes, Siraces, en grec : Σιρακοὶ, en latin : Siraci, Siraceni ou Seraci forment une tribu vivant en Sarmatie, sur la péninsule de Taman, entre la mer Noire et la mer d'Azov, probablement au VIIe siècle av. J.-C.

## Étymologie et origines
Pour les protochronistes de Grèce, les Siraques sont originaires de Grèce comme l’envisageait aussi Strabon, mais ces protochronistes les rapprochent des Saracatsanes modernes, qui n’apparaissent qu’au XVIIIe siècle et que certains auteurs font pourtant remonter à la préhistoire. Pour les protochronistes de Turquie, les Siraques sont un peuple turc mentionné sur les inscriptions de l'Orkhon et leur nom Sır signifierait "couverts" ou bien "secrets". Pour les protochronistes des pays arabes, il s’agit d’une tribu arabe "orientale" (en arabe شرقيين sharqiyyin, saracènes, qui a aussi donné le mot « sarrasins »). Enfin pour les protochronistes de Serbie, leur nom serait une version déformée de Serboi, l’une des tribus de la péninsule du Kouban, en qui ils voient les ancêtres directs des Serbes modernes.
Le monde universitaire a plutôt tendance à les considérer comme des peuples sarmates de langues iraniennes, avec les Sauromates, les Aorses, les Lazyges ou Iazyges et les Roxolans.
Ces groupes forment plutôt des confédérations tribales plutôt que des ethnies différentes ; ainsi leur histoire se confond avec celle des Alains et des Scythes qu’ils ont combattus.

## Histoire

### Peuples sarmates
Quoi qu’il en soit, les Siraques semblent avoir migré de la mer Caspienne jusqu’à la mer Noire et occupé des territoires entre les monts du Caucase et le Don. Devenus maîtres de la région du Kouban, au nord-est du Pont-Euxin, ils sont parmi les premiers Sarmates à entretenir des relations avec le monde hellénique. 
Ammien Marcellin, historien romain de l’antiquité tardive, ne cite pas les Siraques mais indique que sur la péninsule habitait « la race infâme des Sindes, ces serviteurs infidèles qui, pendant que leurs maîtres portaient la guerre en Asie, s’emparèrent de leurs femmes et de leurs biens ». Il précise aussi que dans l’arc formé par le Pont Euxin à cet endroit, on trouvait aussi Tyras (colonie phénicienne selon lui, mais toutes les inscriptions antiques sont grecques), les Alains d’Europe, les Costoboces, et, derrière ceux-ci, « d’innombrables tribus scythiques, répandues dans des espaces sans limites ». Il ajoute qu’« un petit nombre de ces peuples se nourrit de blé et que tout le reste erre indéfiniment dans de vastes et arides solitudes, que jamais n’ouvrit le soc et ne féconda la semence : ils y vivent au milieu des frimas, à la façon des bêtes sauvages. Des chariots couverts d’écorce leur servent à transporter partout, au gré de leur fantaisie, habitation, mobilier et famille ».
Pendant des siècles, installés dans la région de steppes à l’est de la rivière Don et le sud de l'Oural, ils vivent dans une coexistence relativement pacifique avec leurs voisins de l’Ouest : les Scythes.

### Migrations
Durant le IIIe siècle ou un peu plus tôt, comme les autres Sarmates, les Siraques, peut-être victimes d’un hiver prolongé ou de sécheresses, se déploient dans le bassin du Don pour attaquer les Scythes qu’ils massacrent, « changeant presque toute la contrée en un désert » selon l’historien Diodore de Sicile. Les Scythes survivants fuient vers l’ouest et se réfugier en Crimée, en Dacie orientale et en Mésie, abandonnant leurs pâturages aux nouveaux venus. Les Sarmates dominent dès lors ces territoires au cours des cinq siècles qui suivront.
En 310-309 av. J.-C., leur roi Aripharnes prend part à la guerre de succession du royaume du Bosphore et y perd une bataille sur le Thates (un affluent de la rivière Kouban).

### Résistance contre les Romains
Au Ier siècle av. J.-C., le roi des Siraques Abeacos fournit 20 000 chevaux au roi Pharnace II du Pont, en lutte contre l’Empire romain. Comme les Aorses, les Siraques font du commerce avec Babylone et avec l’Inde par l’intermédiaire des Arméniens et des Mèdes, à l’aide de chameaux. Ce commerce semble prospère si on considère la richesse de leurs vêtements, dans l’iconographie. Ils sont les plus hellénisés des Sarmates, et maintiennent de bonnes relations avec les habitants du Bosphore.
Mithridate II, que les Romains ont placé sur le trône du Bosphore en 41, mais qu’ils ont destitué en 44 au profit de son frère Cotys Ier, erre de place en place à la recherche d’alliés pour reconquérir son royaume . Apprenant que Aulus Didius Gallus, légat de Mésie chargé d’installer son frère Cotys, est reparti pour Rome, il décide de faire alliance avec le roi des Siraques, Zorsines qui combat dans le Bosphore contre les Dandarides et avec les Aorses.
De son côté, Cotys, conseillé par le chevalier Julius Aquila, fait alliance avec les Aorses, commandés par leur prince Eunones. Une bataille et le siège de Panticapée ont lieu en 49. 

### Disparition
Vaincu à Panticapée, Zorsines doit abandonner Mithridate, ses revendications territoriales et un certain nombre d’otages. La puissance des Siraques s’en trouve très affaiblie. En 193, un autre conflit dynastique se déroula dans le Bosphore, et les Siraques, dont les chefs ont encore choisi le camp perdant, disparaissent de l’histoire, sans doute assimilés aux autres Sarmates hellénisés du royaume.

## Rois des Siraques
- Aripharnes, fl. 310-309 av. J.-C.
- Abeacos, fl. 63-47 av. J.-C.
- Zorsines, fl. 41-49 av. J.-C.